# Catherine MacPhail
Catherine MacPhail (Greenock, 25 januari 1946 - 28 augustus 2021) was een Schotse schrijfster, wonend in Engeland.
Zij schreef altijd al verhalen maar deed er niets mee, tot na de geboorte van haar jongste kind. Ze besloot toen haar verhalen naar een uitgeverij te sturen. Ze werd al snel ontdekt als schrijfster. Ze haalde haar ideeën niet alleen uit haar fantasiewereld, maar verwerkte ook ideeën over hoe zij de wereld zou willen zien in haar boeken. Ze begon met romantische verhalen, maar stapte snel over op jeugdboeken en romans voor volwassenen.